# Мальков, Владимир Вадимович
Влади́мир Вадимович Малько́в (род. 9 апреля 1986 года) — российский бадминтонист, чемпион России (2009, 2013, 2014, 2015, 2016, 2019, 2022) в одиночном разряде.

## Карьера
Воспитанник саратовской областной спортшколы олимпийского резерва «Олимпийские ракетки», тренировался у Инны Зубовой и Сергея Лихутина.
Владимир с 2003 года начал привлекаться в юношеские сборные и в 2005 году завоевал индивидуальную бронзу молодёжного чемпионата Европы и серебро в миксте. Становился чемпионом России. Выигрывал международные турниры, в частности Hungarian International 2006 (микст с Анастасией Русских), Hungarian International 2012 (мужчины), Polish Open 2013 (мужчины), Israel International 2013 (мужчины, микст с Викторией Воробьёвой и парный разряд с Вадимом Новосёловым), Finnish Open 2015 (мужчины).
Участвовал в чемпионатах мира 2013, 2014 и 2015 года.
Бронзовый призёр командных чемпионатов Европы (2009, 2013, 2015).
По рейтингу (52-е место в мире) отобрался на Олимпиаду-2016.